# 은곡공업고등학교 축구부
은곡공업고등학교 축구부는 서울특별시에 위치한 은곡공업고등학교의 축구부이다. 서울아이티고등학교가 운영했었던 축구부로 2005년에 창단되어 김태봉 선수와 같은 선수들을 배출했다.

## 참고 문헌
- “KFA 통합경기정보 시스템”. 대한축구협회.

## 같이 보기
- 서울아이티고등학교